# 拉沙乐特圣母堂 (罗马)
拉沙乐特圣母堂（chiesa di Nostra Signora de La Salette）是一座罗马天主教教堂，位于意大利罗马 Gianicolense 区的拉沙乐特圣母广场（piazza Madonna de La Salette）。

## 历史
堂区由Clemente Micara枢机创建于1957年6月18日，交给拉沙乐特圣母会。供奉拉沙乐特圣母。教堂建于1957-1965年，由建筑师Vivina Rizzi 和 Ennio Canino设计。1969年4月30日教宗保禄六世封为领衔堂区。

## 枢机
- 玻里加·潘高，2011-